# 英培安
英培安（1947年1月26日—2021年1月10日），曾用筆名安先生、孔大山，男，祖籍廣東新會，新加坡當代華文作家，作品涵蓋詩、散文、小說、戲劇等文類，被翻譯成英文、義大利文、荷蘭文、馬來文等各國文字。

## 生平
英培安祖籍廣東新會，畢業於新加坡義安學院中文系。1970年創辦文藝雜誌《茶座》。1978年起在新加坡《南洋商報》（後改組為《聯合早報》）寫專欄。1990年創辦文化雜誌《接觸》，一年後停刊。後曾短暫旅居香港，在香港《香港聯合報》《明报》《星岛日报》等媒體發表作品。1995年創辦新加坡最著名的中文獨立書店「草根書室」。2013年任新加坡南洋理工大學首屆駐校作家。

## 主要作品
詩集
- 《手術臺上》
- 《無根的弦》
- 《日常生活》
- 《石頭》

短篇小說集
- 《寄錯的郵件》
- 《不存在的情人》

長篇小說
- 《一個像我這樣的男人》（獲1988年新加坡書籍發展理事會書籍獎）
- 《孤寂的臉》
- 《騷動》 （獲2004年新加坡文學獎）
- 《我與我自己的二三事》（獲2006年亞洲週刊中文十大好書、2008年新加坡文學獎）
- 《畫室》（獲2011年亞洲週刊中文十大好書、2012年新加坡文學獎）
- 《戲服》（獲2015年亞洲週刊中文十大好書、2016年新加坡文學獎）
- 《黃昏的顏色》

戲劇
- 《人與銅像》
- 《愛情故事》

## 榮譽
- 新加坡文化奖（2003）
- 四次獲得新加坡文學獎（2004、2008、2012、2016）
- 東南亞作家獎（英语：S.E.A. Write Award）（2013）

## 外部連結
- 英培安的個人網站 （页面存档备份，存于）